# Campionato italiano di ciclismo su strada 1914
Il Campionato italiano di ciclismo su strada 1914, nona edizione della corsa, si svolse  l’11 ottobre 1914 su un percorso di 252 km. La vittoria fu appannaggio di Costante Girardengo, che completò il percorso in 9h32'00", precedendo Luigi Lucotti e Giuseppe Azzini. Solamente sei corridori giunsero al traguardo.

## Ordine d'arrivo (Top 10)
| Pos. | Corridore           | Squadra         | Tempo    |
| ---- | ------------------- | --------------- | -------- |
| 1    | Costante Girardengo | Maino           | 9h32'00" |
| 2    | Luigi Lucotti       | Maino           | s.t.     |
| 3    | Giuseppe Azzini     | Bianchi-Pirelli | s.t.     |
| 4    | Lauro Bordin        | Bianchi-Pirelli | a 6'00"  |
| 5    | Rinaldo Spinelli    | Globo           | a 18'00" |
| 6    | Angelo Gremo        | Peugeot         | a 28'00" |